# Горњи Бјеловац
Горњи Бјеловац је насељено место у општини Доњи Кукурузари, у Банији, Република Хрватска.

## Историја
Горњи Бјеловац се од распада Југославије до августа 1995. године налазио у Републици Српској Крајини. До територијалне реорганизације у Хрватској насеље се налазило у саставу бивше велике општине Костајница.

## Становништво
Насеље је према попису становништва из 2011. године имало 53 становника.
| Националност       | 1991.        |
| Срби               | 133 (94,32%) |
| Хрвати             | 4 (2,83%)    |
| Југословени        | 4 (2,83%)    |
| остали и непознато | 0            |
| Укупно             | 141          |